# Adicella thais
Adicella thais är en nattsländeart som beskrevs av Schmid 1994. Adicella thais ingår i släktet Adicella och familjen långhornssländor. Inga underarter finns listade i Catalogue of Life.